# Das Gewürzkrämerkleeblatt
Das Gewürzkrämerkleeblatt oder Die unschuldigen Schuldigen ist eine Posse mit Gesang in drei Akten von Johann Nestroy. Die Uraufführung fand am 26. Februar 1845 im Theater an der Wien als Benefizvorstellung für den Dichter statt.

## Inhalt
Die drei Gewürzkrämer Schwefel, Baumöl und Zichori sind enge Freunde, aber jeder von ihnen ist überzeugt, dass er die Frauen seiner zwei Freunde unbedingt im Auge behalten müsse, da deren Flatterhaftigkeit evident sei. Der Kommis Peter sieht einen einfachen Grund dafür:
„Alle drei sind starke Fünfziger und haben schwache Zwanzigerinnen zur Frauen.“ (Erster Akt, fünfte Szene)
Deshalb machen sie in Gesprächen untereinander stets entsprechende Andeutungen, die von den Partnern aber immer nur auf die jeweils anderen Gattinnen bezogen werden. Von der Treue der eigenen sind sie hingegen felsenfest überzeugt:
Baumöl: „Mein Weib is ein Muster!“
Schwefel: „Mein Weib is ein Prototyp!“
Zichori: „Mein Weib is halb Tugendspiegel, halb Genius!“ (Erster Akt, fünfzehnte Szene)
Für den bei Baumöl neu eingetretenen jungen und charmanten Kommis Viktor interessieren sich alle drei Frauen – wenn auch aus unterschiedlichen Gründen: Madame Baumöl glaubt, er wisse um frühere Familiengeheimnisse, Madame Zichori fürchtet, er besitze ein unvorteilhaftes Bild aus ihrer Jugendzeit, und Madame Schwefel denkt, er habe ihre Liebesbriefe an einen anderen Mann.
Ein Billett Viktors mit dem Treffpunkt für die Briefrückgabe an Madame Schwefel wird von ihrem Gatten abgefangen und allen vorgelesen. Jede der Frauen glaubt nun, sie sei die dabei angesprochene. In Peters geerbtem Haus – dem Treffpunkt – kommen alle Beteiligten zusammen, dazu auch noch Brumm mit Luise, die in Viktor verliebt ist, aber den Hausbesitzer Peter heiraten soll. Als die drei Krämer eintreffen, verstecken sich die Frauen und werden von einem jeweils anderen Gatten entdeckt. So sind alle drei nach wie vor überzeugt, selbst makellose Gattinnen zu besitzen, nur die anderen wären mit leichtsinnigen gestraft. Viktor bekommt seine Luise und lästert über die Leichtgläubigkeit der drei Krämer, ihre Gattinnen wären Engel:
„Der Glaube macht selig.“(Dritter Akt, elfte Szene)

## Werksgeschichte
Die Quelle für Nestroys Stück war das dreiaktige französische Vaudeville Trois Épiciers (Drei Krämer) von Lockroy und Auguste Anicet-Bourgeois, das am 20. Jänner 1840 im Théâtre des Variétés von Paris Premiere hatte. Die Vorlage wurde vom Dichter verhältnismäßig genau beibehalten, lediglich einige Lieder wurden entfernt sowie Dialoge und Personencharakteristik lokal umgefärbt. Ein Nachteil war allerdings, dass Nestroy dabei die im Original stark unterschiedlichen Charaktere der Krämer aneinander anglich und damit auf einige Spannung verzichtete. Die Premiere des Gewürzkrämerkleeblattes fand am 26. Februar 1845 im Theater an der Wien statt, sehr bald nach der Erstaufführung des vorhergegangenen Stückes Die beiden Herren Söhne am 16. Jänner dieses Jahres.
Johann Nestroy spielte den Zichori, Alois Grois den Schwefel, Andreas Scutta den Baumöl, Wenzel Scholz den Kommis Peter, Franz Gämmerler den Kommis Viktor, Ignaz Stahl den Brumm und Nestroys Lebensgefährtin Marie Weiler die Madame Schwefel.
Ein eigenhändiges Manuskript Nestroys ist erhalten geblieben, die ursprünglich darin enthaltene Titelseite mit Personenverzeichnis ist seit 1922 verschollen. Der erste und zweite Akt sind, erkennbar am verwendeten Papier, früher niedergeschrieben worden als der dritte, der auch Vorzensurmarkierungen durch den Dichter zeigt. Die Originalpartitur von Adolf Müller ist ebenfalls erhalten.

## Zeitgenössische Rezeption
Die Reaktion des Publikums bei den insgesamt nur vier Aufführungen schwankte zwischen Szenenapplaus für Nestroys Couplet sowie das Quodlibet und Missfallenskundgebungen, auch die Kritik war eher unfreundlich.
In der Wiener Theaterzeitung von Adolf Bäuerle war in einer unüblich kurzen Rezension zu lesen:
„Obwohl die Herren Nestroy, Grois und Scutta als Krämerkleeblatt all ihr Gewürz aus der Vorratskammer der Komik zum Besten gaben und die Herren Scholz und Gämmerler [Viktor] als Kommis sie in diesem Bemühen nach Kräften unterstützten, so konnte doch diese Posse am ersten Abend nicht gehörig effektuieren; gewiß aber werden ihr einige Kürzungen bei den folgenden Abenden größeren Beifall erwerben. Die Frauen des Kleeblattes, von Mad. Rohrbeck [Madame Zichori] und den Dlles. Weiler und Herzog [Madame Baumöl] gespielt, hatten nur wenig Gelegenheit, ihre Talente zu zeigen.“
Die Vorhersage der besser aufgenommenen nächsten Vorstellungen erfüllte sich nicht, trotz Umarbeitungen im Stück.
Die Wiener Zeitschrift Friedrich Witthauers kleidete ihre Ablehnung in zwei Dialoge, einerseits zwei begeisterte Pariser von 1840, andrerseits zwei entrüstete Wiener von 1845. Weniger theatralisch aber mit dem gleichen Tenor drückte sich der Rezensent der Sonntagsblätter aus. Der Sammler suchte den Grund für den fehlenden Erfolg in der viel zu kurzen Vorbereitungszeit für das neue Stück und kritisierte auch den Komponisten Adolf Müller:
„Die Musik hätte nicht unerquicklicher sein können.“
Im wie fast immer Nestroy negativ gegenüberstehenden Humorist von Moritz Gottlieb Saphir wurde das Stück „als eine der mattesten, schalsten und geistlosesten Arbeiten Nestroys und sicherlich das spaßloseste“ bezeichnet.
Lediglich der Kritiker des Wanderer fand einige lobende Worte und resümierte:
„Der Mißerfolg dieser wirklich guten Posse bleibt mit ein Rätsel. […] man sollte das Gute achten und schätzen, wenigstens so lange, bis das Bessere auftaucht. Und wo wäre bis jetzt das Bessere?“

## Spätere Interpretationen
Otto Rommel weist darauf hin, dass die schon seit einiger Zeit bemerkbare teils gravierende Parteilichkeit einiger weniger Kritiker, allen voran Saphir in seiner Zeitschrift Der Humorist, Nestroy offenbar so sehr verunsichert hätte, dass er nach den Erstaufführungen der Stücke Die beiden Herren Söhne und Das Gewürzkrämerkleeblatt wesentliche Korrekturen vorgenommen habe. Dadurch sei er aber in Abhängigkeit von der Kritik geraten, ein Zustand, den er vorher nicht kannte.
In Brukner/Rommels historisch-kritischer Nestroy-Ausgabe wird bemängelt, dass die durch die Verdreifachung aller Personen und Motive erhoffte Wirkung keineswegs eingetreten sei. Die Wiederholungen der Situationen lasse rasch einen Eindruck der Monotonie entstehen. Lobend wird der Verzicht auf Zweideutigkeiten, die im Original vorhanden seien, erwähnt.
Helmut Ahrens nennt das Werk „ein in Kolportagemanier zusammengebasteltes Lustspielchen“ und nimmt an, dass die zu dieser Zeit auftretenden familiären Schwierigkeiten Nestroys mittelbar auf das eher schwache Stück Einfluss gehabt hätten. Wie schon beim vorhergegangenen Die beiden Herren Söhne seien auch bei Das Gewürzkrämerkleeblatt die Unannehmlichkeiten seiner (späten) Scheidung von Wilhelmine Nespiesni an den nicht überzeugenden dichterischen und schauspielerischen Leistungen Nestroys schuld gewesen. Die kokette Madame Zichori lasse Nestroy wohl auch aus diesem Grund in einem Couplet spöttisch über die Männer singen:
„Und die prahl'n sich mit Seelenstärke, dass i nit lach' –
’s is a starkes Geschlecht, aber schwach, aber schwach!“ (Zweiter Akt, achte Szene)